# دافنه و ولما
دافنه و ولما (به انگلیسی: Daphne & Velma) یک فیلم معمایی کمدی آمریکایی محصول سال ۲۰۱۸ به کارگردانی سوزی یونسی است. این یک سریال جدا از مجموعه فیلم‌های اکشن زنده اسکوبی دو است.
این فیلم یک پیش‌درآمد / اسپین آف در مورد شخصیت‌های دافنه بلیک و ولما دینکلی است.
این فیلم توسط اشلی و جنیفر تیزدال تولید و تهیه شده‌است.

## بازیگران
- سارا جفری در نقش دافنه بلیک
- سارا گیلمن در نقش ولما دینکلی
- ونسا مارانو در نقش کارول
- برایان استپانک در نقش ندلی بلیک
- نادین الیس در نقش الیزابت بلیک
- آردن میرین در نقش مدیر پیپر
- بروکس فورستر در نقش توبیاس بلوم
- لوسیوس باستون در نقش آقای نوسبام
- کورتنی دیتز در نقش میکایلا
- استفان رافین در نقش ناتان
- فری فورد در نقش رایدر
- اوان کاستلو در نقش گریفین گریفیتز
- دانیل سالیرز در نقش مایک
- آدام فیسون در نقش اسپنسر
- جسیکا گوی در نقش اولیویا
- میکی پولاک در نقش مگبی دو موتوره
- تاکر هالبروک در نقش اسکیت باز